# 24 uur van Daytona 2024
De 24 uur van Daytona 2024 (officieel de 2024 Rolex 24 at Daytona) was de 62e editie van deze endurancerace. De race werd verreden op 27 en 28 januari 2024 op de Daytona International Speedway nabij Daytona Beach, Florida.
De race werd gewonnen door de Porsche Penske Motorsport #7 van Dane Cameron, Matt Campbell, Felipe Nasr en Josef Newgarden, die allemaal hun eerste overwinning in de race behaalden. De LMP2-klasse werd gewonnen door de Era Motorsport #18 van Ryan Dalziel, Dwight Merriman, Christian Rasmussen en Connor Zilisch. De GTD Pro-klasse werd gewonnen door de Risi Competizione #62 van James Calado, Alessandro Pier Guidi, Davide Rigon en Daniel Serra. De GTD-klasse werd gewonnen door de Winward Racing #57 van Philip Ellis, Indy Dontje, Daniel Morad en Russell Ward.

## Hoofdrace
Winnaars in hun klasse zijn vetgedrukt.
| Pos. | Klasse  | No. | Team                                        | Coureurs                                                            | Chassis                          | Banden | Ronden |
| Pos. | Klasse  | No. | Team                                        | Coureurs                                                            | Motor                            | Banden | Ronden |
| ---- | ------- | --- | ------------------------------------------- | ------------------------------------------------------------------- | -------------------------------- | ------ | ------ |
| 1    | GTP     | 7   | Porsche Penske Motorsport                   | Dane Cameron Matt Campbell Felipe Nasr Josef Newgarden              | Porsche 963                      | M      | 791    |
| 1    | GTP     | 7   | Porsche Penske Motorsport                   | Dane Cameron Matt Campbell Felipe Nasr Josef Newgarden              | Porsche 9RD 4.6 L Turbo V8       | M      | 791    |
| 2    | GTP     | 31  | Whelen Cadillac Racing                      | Jack Aitken Tom Blomqvist Pipo Derani                               | Cadillac V-Series.R              | M      | 791    |
| 2    | GTP     | 31  | Whelen Cadillac Racing                      | Jack Aitken Tom Blomqvist Pipo Derani                               | Cadillac LMC55R 5.5 L V8         | M      | 791    |
| 3    | GTP     | 40  | Wayne Taylor Racing with Andretti           | Jenson Button Louis Delétraz Colton Herta Jordan Taylor             | Acura ARX-06                     | M      | 791    |
| 3    | GTP     | 40  | Wayne Taylor Racing with Andretti           | Jenson Button Louis Delétraz Colton Herta Jordan Taylor             | Acura AR24e 2.4 L Turbo V6       | M      | 791    |
| 4    | GTP     | 6   | Porsche Penske Motorsport                   | Kévin Estre Mathieu Jaminet Nick Tandy Laurens Vanthoor             | Porsche 963                      | M      | 791    |
| 4    | GTP     | 6   | Porsche Penske Motorsport                   | Kévin Estre Mathieu Jaminet Nick Tandy Laurens Vanthoor             | Porsche 9RD 4.6 L Turbo V8       | M      | 791    |
| 5    | GTP     | 5   | Proton Competition Mustang Sampling         | Gianmaria Bruni Romain Dumas Neel Jani Alessio Picariello           | Porsche 963                      | M      | 791    |
| 5    | GTP     | 5   | Proton Competition Mustang Sampling         | Gianmaria Bruni Romain Dumas Neel Jani Alessio Picariello           | Porsche 9RD 4.6 L Turbo V8       | M      | 791    |
| 6    | GTP     | 85  | JDC-Miller MotorSports                      | Philip Hanson Tijmen van der Helm Ben Keating Richard Westbrook     | Porsche 963                      | M      | 789    |
| 6    | GTP     | 85  | JDC-Miller MotorSports                      | Philip Hanson Tijmen van der Helm Ben Keating Richard Westbrook     | Porsche 9RD 4.6 L Turbo V8       | M      | 789    |
| 7    | GTP     | 25  | BMW M Team RLL                              | Connor De Phillippi Maxime Martin René Rast Nick Yelloly            | BMW M Hybrid V8                  | M      | 778    |
| 7    | GTP     | 25  | BMW M Team RLL                              | Connor De Phillippi Maxime Martin René Rast Nick Yelloly            | BMW P66/3 4.0 L Turbo V8         | M      | 778    |
| 8    | GTP     | 24  | BMW M Team RLL                              | Philipp Eng Augusto Farfus Jesse Krohn Dries Vanthoor               | BMW M Hybrid V8                  | M      | 776    |
| 8    | GTP     | 24  | BMW M Team RLL                              | Philipp Eng Augusto Farfus Jesse Krohn Dries Vanthoor               | BMW P66/3 4.0 L Turbo V8         | M      | 776    |
| 9    | LMP2    | 18  | Era Motorsport                              | Ryan Dalziel Dwight Merriman Christian Rasmussen Connor Zilisch     | Oreca 07                         | M      | 767    |
| 9    | LMP2    | 18  | Era Motorsport                              | Ryan Dalziel Dwight Merriman Christian Rasmussen Connor Zilisch     | Gibson GK428 4.2 L V8            | M      | 767    |
| 10   | LMP2    | 04  | CrowdStrike Racing by APR                   | Colin Braun Malthe Jakobsen George Kurtz Toby Sowery                | Oreca 07                         | M      | 767    |
| 10   | LMP2    | 04  | CrowdStrike Racing by APR                   | Colin Braun Malthe Jakobsen George Kurtz Toby Sowery                | Gibson GK428 4.2 L V8            | M      | 767    |
| 11   | LMP2    | 74  | Riley                                       | Josh Burdon Felipe Fraga Felipe Massa Gar Robinson                  | Oreca 07                         | M      | 767    |
| 11   | LMP2    | 74  | Riley                                       | Josh Burdon Felipe Fraga Felipe Massa Gar Robinson                  | Gibson GK428 4.2 L V8            | M      | 767    |
| 12   | LMP2    | 52  | Inter Europol by PR1/Mathiasen Motorsports  | Nick Boulle Tom Dillmann Pietro Fittipaldi Jakub Śmiechowski        | Oreca 07                         | M      | 767    |
| 12   | LMP2    | 52  | Inter Europol by PR1/Mathiasen Motorsports  | Nick Boulle Tom Dillmann Pietro Fittipaldi Jakub Śmiechowski        | Gibson GK428 4.2 L V8            | M      | 767    |
| 13   | LMP2    | 8   | Tower Motorsports                           | Michael Dinan John Farano Ferdinand Habsburg Scott McLaughlin       | Oreca 07                         | M      | 767    |
| 13   | LMP2    | 8   | Tower Motorsports                           | Michael Dinan John Farano Ferdinand Habsburg Scott McLaughlin       | Gibson GK428 4.2 L V8            | M      | 767    |
| 14   | LMP2    | 2   | United Autosports USA                       | Ben Hanley Ben Keating Patricio O'Ward Nico Pino                    | Oreca 07                         | M      | 765    |
| 14   | LMP2    | 2   | United Autosports USA                       | Ben Hanley Ben Keating Patricio O'Ward Nico Pino                    | Gibson GK428 4.2 L V8            | M      | 765    |
| 15   | LMP2    | 81  | DragonSpeed                                 | James Allen Sebastián Álvarez Eric Lux Kyffin Simpson               | Oreca 07                         | M      | 764    |
| 15   | LMP2    | 81  | DragonSpeed                                 | James Allen Sebastián Álvarez Eric Lux Kyffin Simpson               | Gibson GK428 4.2 L V8            | M      | 764    |
| 16   | LMP2    | 99  | AO Racing                                   | Matthew Brabham Paul-Loup Chatin P. J. Hyett Alex Quinn             | Oreca 07                         | M      | 753    |
| 16   | LMP2    | 99  | AO Racing                                   | Matthew Brabham Paul-Loup Chatin P. J. Hyett Alex Quinn             | Gibson GK428 4.2 L V8            | M      | 753    |
| 17   | GTD Pro | 62  | Risi Competizione                           | James Calado Alessandro Pier Guidi Davide Rigon Daniel Serra        | Ferrari 296 GT3                  | M      | 733    |
| 17   | GTD Pro | 62  | Risi Competizione                           | James Calado Alessandro Pier Guidi Davide Rigon Daniel Serra        | Ferrari 3.0 L Turbo V6           | M      | 733    |
| 18   | GTD Pro | 77  | AO Racing                                   | Michael Christensen Laurin Heinrich Sebastian Priaulx               | Porsche 911 GT3 R (992)          | M      | 732    |
| 18   | GTD Pro | 77  | AO Racing                                   | Michael Christensen Laurin Heinrich Sebastian Priaulx               | Porsche 4.2 L Flat-6             | M      | 732    |
| 19   | GTD     | 57  | Winward Racing                              | Philip Ellis Indy Dontje Daniel Morad Russell Ward                  | Mercedes-AMG GT3 Evo             | M      | 731    |
| 19   | GTD     | 57  | Winward Racing                              | Philip Ellis Indy Dontje Daniel Morad Russell Ward                  | Mercedes-AMG M159 6.2 L V8       | M      | 731    |
| 20   | GTD     | 21  | AF Corse                                    | Kei Cozzolino François Heriau Simon Mann Miguel Molina              | Ferrari 296 GT3                  | M      | 731    |
| 20   | GTD     | 21  | AF Corse                                    | Kei Cozzolino François Heriau Simon Mann Miguel Molina              | Ferrari 3.0 L Turbo V6           | M      | 731    |
| 21   | GTD Pro | 1   | Paul Miller Racing                          | Sheldon van der Linde Bryan Sellers Madison Snow Neil Verhagen      | BMW M4 GT3                       | M      | 730    |
| 21   | GTD Pro | 1   | Paul Miller Racing                          | Sheldon van der Linde Bryan Sellers Madison Snow Neil Verhagen      | BMW SS58B30T0 3.0 L Turbo I6     | M      | 730    |
| 22   | GTD     | 34  | Conquest Racing                             | Alessandro Balzan Albert Costa Manny Franco Cédric Sbirrazzuoli     | Ferrari 296 GT3                  | M      | 730    |
| 22   | GTD     | 34  | Conquest Racing                             | Alessandro Balzan Albert Costa Manny Franco Cédric Sbirrazzuoli     | Ferrari 3.0 L Turbo V6           | M      | 730    |
| 23   | GTD     | 023 | Triarsi Competizione                        | Riccardo Agostini Alessio Rovera Charlie Scardina Onofrio Triarsi   | Ferrari 296 GT3                  | M      | 730    |
| 23   | GTD     | 023 | Triarsi Competizione                        | Riccardo Agostini Alessio Rovera Charlie Scardina Onofrio Triarsi   | Ferrari 3.0 L Turbo V6           | M      | 730    |
| 24   | GTD     | 32  | Korthoff/Preston Motorsports                | Maximilian Götz Mikaël Grenier Kenton Koch Mike Skeen               | Mercedes-AMG GT3 Evo             | M      | 730    |
| 24   | GTD     | 32  | Korthoff/Preston Motorsports                | Maximilian Götz Mikaël Grenier Kenton Koch Mike Skeen               | Mercedes-AMG M159 6.2 L V8       | M      | 730    |
| 25   | GTD     | 83  | Iron Dames                                  | Sarah Bovy Rahel Frey Michelle Gatting Doriane Pin                  | Lamborghini Huracán GT3 Evo 2    | M      | 730    |
| 25   | GTD     | 83  | Iron Dames                                  | Sarah Bovy Rahel Frey Michelle Gatting Doriane Pin                  | Lamborghini 5.2 L V10            | M      | 730    |
| 26   | GTD     | 120 | Wright Motorsports                          | Adam Adelson Jan Heylen Frédéric Makowiecki Elliott Skeer           | Porsche 911 GT3 R (992)          | M      | 729    |
| 26   | GTD     | 120 | Wright Motorsports                          | Adam Adelson Jan Heylen Frédéric Makowiecki Elliott Skeer           | Porsche 4.2 L Flat-6             | M      | 729    |
| 27   | GTD     | 80  | Lone Star Racing                            | Rui Andrade Scott Andrews Adam Christodoulou Salih Yoluç            | Mercedes-AMG GT3 Evo             | M      | 729    |
| 27   | GTD     | 80  | Lone Star Racing                            | Rui Andrade Scott Andrews Adam Christodoulou Salih Yoluç            | Mercedes-AMG M159 6.2 L V8       | M      | 729    |
| 28   | GTD     | 43  | Andretti Motorsports                        | Jarett Andretti Gabriel Chaves Scott Hargrove Thomas Preining       | Porsche 911 GT3 R (992)          | M      | 728    |
| 28   | GTD     | 43  | Andretti Motorsports                        | Jarett Andretti Gabriel Chaves Scott Hargrove Thomas Preining       | Porsche 4.2 L Flat-6             | M      | 728    |
| 29   | GTD Pro | 23  | Heart of Racing Team                        | Mario Farnbacher Ross Gunn Alex Riberas                             | Aston Martin Vantage AMR GT3 Evo | M      | 727    |
| 29   | GTD Pro | 23  | Heart of Racing Team                        | Mario Farnbacher Ross Gunn Alex Riberas                             | Aston Martin 4.0 L Turbo V8      | M      | 727    |
| 30   | GTD Pro | 3   | Corvette Racing by Pratt Miller Motorsports | Antonio García Daniel Juncadella Alexander Sims                     | Chevrolet Corvette Z06 GT3.R     | M      | 726    |
| 30   | GTD Pro | 3   | Corvette Racing by Pratt Miller Motorsports | Antonio García Daniel Juncadella Alexander Sims                     | Chevrolet 5.5 L V8               | M      | 726    |
| 31   | GTD Pro | 64  | Ford Multimatic Motorsports                 | Christopher Mies Mike Rockenfeller Harry Tincknell                  | Ford Mustang GT3                 | M      | 726    |
| 31   | GTD Pro | 64  | Ford Multimatic Motorsports                 | Christopher Mies Mike Rockenfeller Harry Tincknell                  | Ford 5.4 L V8                    | M      | 726    |
| 32   | GTD     | 47  | Cetilar Racing                              | Eddie Cheever III Antonio Fuoco Roberto Lacorte Giorgio Sernagiotto | Ferrari 296 GT3                  | M      | 722    |
| 32   | GTD     | 47  | Cetilar Racing                              | Eddie Cheever III Antonio Fuoco Roberto Lacorte Giorgio Sernagiotto | Ferrari 3.0 L Turbo V6           | M      | 722    |
| 33   | GTD Pro | 19  | Iron Lynx                                   | Mirko Bortolotti Andrea Caldarelli Jordan Pepper Franck Perera      | Lamborghini Huracán GT3 Evo 2    | M      | 721    |
| 33   | GTD Pro | 19  | Iron Lynx                                   | Mirko Bortolotti Andrea Caldarelli Jordan Pepper Franck Perera      | Lamborghini 5.2 L V10            | M      | 721    |
| 34   | GTD     | 92  | Kellymoss with Riley                        | Julien Andlauer David Brule Trent Hindman Alec Udell                | Porsche 911 GT3 R (992)          | M      | 719    |
| 34   | GTD     | 92  | Kellymoss with Riley                        | Julien Andlauer David Brule Trent Hindman Alec Udell                | Porsche 4.2 L Flat-6             | M      | 719    |
| 35   | GTD     | 86  | MDK Motorsports                             | Klaus Bachler Anders Fjordbach Kerong Li Larry ten Voorde           | Porsche 911 GT3 R (992)          | M      | 718    |
| 35   | GTD     | 86  | MDK Motorsports                             | Klaus Bachler Anders Fjordbach Kerong Li Larry ten Voorde           | Porsche 4.2 L Flat-6             | M      | 718    |
| 36   | GTD     | 70  | Inception Racing                            | Tom Gamble Brendan Iribe Ollie Millroy Frederik Schandorff          | McLaren 720S GT3 Evo             | M      | 716    |
| 36   | GTD     | 70  | Inception Racing                            | Tom Gamble Brendan Iribe Ollie Millroy Frederik Schandorff          | McLaren M840T 4.0 L Turbo V8     | M      | 716    |
| 37   | GTD Pro | 4   | Corvette Racing by Pratt Miller Motorsports | Earl Bamber Nick Catsburg Tommy Milner                              | Chevrolet Corvette Z06 GT3.R     | M      | 715    |
| 37   | GTD Pro | 4   | Corvette Racing by Pratt Miller Motorsports | Earl Bamber Nick Catsburg Tommy Milner                              | Chevrolet 5.5 L V8               | M      | 715    |
| 38   | GTD     | 96  | Turner Motorsport                           | Robby Foley Patrick Gallagher Jens Klingmann Jake Walker            | BMW M4 GT3                       | M      | 711    |
| 38   | GTD     | 96  | Turner Motorsport                           | Robby Foley Patrick Gallagher Jens Klingmann Jake Walker            | BMW SS58B30T0 3.0 L Turbo I6     | M      | 711    |
| DNF  | GTD     | 12  | Vasser Sullivan                             | Ritomo Miyata Frankie Montecalvo Aaron Telitz Parker Thompson       | Lexus RC F GT3                   | M      | 705    |
| DNF  | GTD     | 12  | Vasser Sullivan                             | Ritomo Miyata Frankie Montecalvo Aaron Telitz Parker Thompson       | Toyota 2UR 5.0 L V8              | M      | 705    |
| 40   | GTD     | 78  | Forte Racing                                | Devlin DeFrancesco Misha Goikhberg Sandy Mitchell Loris Spinelli    | Lamborghini Huracán GT3 Evo 2    | M      | 676    |
| 40   | GTD     | 78  | Forte Racing                                | Devlin DeFrancesco Misha Goikhberg Sandy Mitchell Loris Spinelli    | Lamborghini 5.2 L V10            | M      | 676    |
| DNF  | GTD Pro | 65  | Ford Multimatic Motorsports                 | Joey Hand Dirk Müller Frédéric Vervisch                             | Ford Mustang GT3                 | M      | 650    |
| DNF  | GTD Pro | 65  | Ford Multimatic Motorsports                 | Joey Hand Dirk Müller Frédéric Vervisch                             | Ford 5.4 L V8                    | M      | 650    |
| 42   | GTD     | 45  | Wayne Taylor Racing with Andretti           | Graham Doyle Danny Formal Ashton Harrison Kyle Marcelli             | Lamborghini Huracán GT3 Evo 2    | M      | 643    |
| 42   | GTD     | 45  | Wayne Taylor Racing with Andretti           | Graham Doyle Danny Formal Ashton Harrison Kyle Marcelli             | Lamborghini 5.2 L V10            | M      | 643    |
| DNF  | GTP     | 10  | Wayne Taylor Racing with Andretti           | Filipe Albuquerque Marcus Ericsson Brendon Hartley Ricky Taylor     | Acura ARX-06                     | M      | 601    |
| DNF  | GTP     | 10  | Wayne Taylor Racing with Andretti           | Filipe Albuquerque Marcus Ericsson Brendon Hartley Ricky Taylor     | Acura AR24e 2.4 L Turbo V6       | M      | 601    |
| DNF  | GTD Pro | 9   | Pfaff Motorsports                           | James Hinchcliffe Oliver Jarvis Marvin Kirchhöfer Alexander Rossi   | McLaren 720S GT3 Evo             | M      | 532    |
| DNF  | GTD Pro | 9   | Pfaff Motorsports                           | James Hinchcliffe Oliver Jarvis Marvin Kirchhöfer Alexander Rossi   | McLaren M840T 4.0 L Turbo V8     | M      | 532    |
| DNF  | LMP2    | 33  | Sean Creech Motorsport                      | João Barbosa Jonny Edgar Nolan Siegel Lance Willsey                 | Ligier JS P217                   | M      | 510    |
| DNF  | LMP2    | 33  | Sean Creech Motorsport                      | João Barbosa Jonny Edgar Nolan Siegel Lance Willsey                 | Gibson GK428 4.2 L V8            | M      | 510    |
| DNF  | GTD     | 17  | AWA                                         | Charlie Eastwood Anthony Mantella Thomas Merrill Nicolás Varrone    | Chevrolet Corvette Z06 GT3.R     | M      | 508    |
| DNF  | GTD     | 17  | AWA                                         | Charlie Eastwood Anthony Mantella Thomas Merrill Nicolás Varrone    | Chevrolet 5.5 L V8               | M      | 508    |
| DNF  | GTP     | 01  | Cadillac Racing                             | Sébastien Bourdais Scott Dixon Álex Palou Renger van der Zande      | Cadillac V-Series.R              | M      | 423    |
| DNF  | GTP     | 01  | Cadillac Racing                             | Sébastien Bourdais Scott Dixon Álex Palou Renger van der Zande      | Cadillac LMC55R 5.5 L V8         | M      | 423    |
| DNF  | GTD Pro | 14  | Vasser Sullivan                             | Ben Barnicoat Mike Conway Jack Hawksworth Kyle Kirkwood             | Lexus RC F GT3                   | M      | 397    |
| DNF  | GTD Pro | 14  | Vasser Sullivan                             | Ben Barnicoat Mike Conway Jack Hawksworth Kyle Kirkwood             | Toyota 2UR 5.0 L V8              | M      | 397    |
| DNF  | GTD     | 66  | Gradient Racing                             | Tatiana Calderón Katherine Legge Stevan McAleer Sheena Monk         | Acura NSX GT3 Evo22              | M      | 368    |
| DNF  | GTD     | 66  | Gradient Racing                             | Tatiana Calderón Katherine Legge Stevan McAleer Sheena Monk         | Acura 3.5 L Turbo V6             | M      | 368    |
| DNF  | GTD     | 55  | Proton Competition                          | Ryan Hardwick Giammarco Levorato Corey Lewis Dennis Olsen           | Ford Mustang GT3                 | M      | 367    |
| DNF  | GTD     | 55  | Proton Competition                          | Ryan Hardwick Giammarco Levorato Corey Lewis Dennis Olsen           | Ford 5.4 L V8                    | M      | 367    |
| DNF  | GTD     | 13  | AWA                                         | Matt Bell Orey Fidani Lars Kern Alex Lynn                           | Chevrolet Corvette Z06 GT3.R     | M      | 308    |
| DNF  | GTD     | 13  | AWA                                         | Matt Bell Orey Fidani Lars Kern Alex Lynn                           | Chevrolet 5.5 L V8               | M      | 308    |
| DNF  | GTD     | 27  | Heart of Racing Team                        | Roman De Angelis Ian James Zacharie Robichon Marco Sørensen         | Aston Martin Vantage AMR GT3 Evo | M      | 303    |
| DNF  | GTD     | 27  | Heart of Racing Team                        | Roman De Angelis Ian James Zacharie Robichon Marco Sørensen         | Aston Martin 4.0 L Turbo V8      | M      | 303    |
| DNF  | GTD     | 44  | Magnus Racing                               | Andy Lally John Potter Spencer Pumpelly Nicki Thiim                 | Aston Martin Vantage AMR GT3 Evo | M      | 294    |
| DNF  | GTD     | 44  | Magnus Racing                               | Andy Lally John Potter Spencer Pumpelly Nicki Thiim                 | Aston Martin 4.0 L Turbo V8      | M      | 294    |
| DNF  | GTD Pro | 60  | Iron Lynx                                   | Matteo Cairoli Matteo Cressoni Romain Grosjean Claudio Schiavoni    | Lamborghini Huracán GT3 Evo 2    | M      | 293    |
| DNF  | GTD Pro | 60  | Iron Lynx                                   | Matteo Cairoli Matteo Cressoni Romain Grosjean Claudio Schiavoni    | Lamborghini 5.2 L V10            | M      | 293    |
| DNF  | GTD Pro | 75  | SunEnergy1 Racing                           | Maro Engel Jules Gounon Kenny Habul Luca Stolz                      | Mercedes-AMG GT3 Evo             | M      | 193    |
| DNF  | GTD Pro | 75  | SunEnergy1 Racing                           | Maro Engel Jules Gounon Kenny Habul Luca Stolz                      | Mercedes-AMG M159 6.2 L V8       | M      | 193    |
| DNF  | LMP2    | 20  | MDK by High Class Racing                    | Dennis Andersen Laurents Hörr Scott Huffaker Seth Lucas             | Oreca 07                         | M      | 185    |
| DNF  | LMP2    | 20  | MDK by High Class Racing                    | Dennis Andersen Laurents Hörr Scott Huffaker Seth Lucas             | Gibson GK428 4.2 L V8            | M      | 185    |
| DNF  | LMP2    | 22  | United Autosports USA                       | Bijoy Garg Dan Goldburg Paul di Resta Felix Rosenqvist              | Oreca 07                         | M      | 128    |
| DNF  | LMP2    | 22  | United Autosports USA                       | Bijoy Garg Dan Goldburg Paul di Resta Felix Rosenqvist              | Gibson GK428 4.2 L V8            | M      | 128    |
| DNF  | LMP2    | 88  | Richard Mille AF Corse                      | Nicklas Nielsen Luis Pérez Companc Matthieu Vaxivière Lilou Wadoux  | Oreca 07                         | M      | 107    |
| DNF  | LMP2    | 88  | Richard Mille AF Corse                      | Nicklas Nielsen Luis Pérez Companc Matthieu Vaxivière Lilou Wadoux  | Gibson GK428 4.2 L V8            | M      | 107    |
| DNF  | LMP2    | 11  | TDS Racing                                  | Mikkel Jensen Hunter McElrea Charles Milesi Steven Thomas           | Oreca 07                         | M      | 58     |
| DNF  | LMP2    | 11  | TDS Racing                                  | Mikkel Jensen Hunter McElrea Charles Milesi Steven Thomas           | Gibson GK428 4.2 L V8            | M      | 58     |

1962 · 1963 · 1964 · 1965 · 1966 · 1967 · 1968 · 1969 · 1970 · 1971 · 1972 · 1973 · 1974 · 1975 · 1976 · 1977 · 1978 · 1979 · 1980 · 1981 · 1982 · 1983 · 1984 · 1985 · 1986 · 1987 · 1988 · 1989 · 1990 · 1991 · 1992 · 1993 · 1994 · 1995 · 1996 · 1997 · 1998 · 1999 · 2000 · 2001 · 2002 · 2003 · 2004 · 2005 · 2006 · 2007 · 2008 · 2009 · 2010 · 2011 · 2012 · 2013 · 2014 · 2015 · 2016 · 2017 · 2018 · 2019 · 2020 · 2021 · 2022 · 2023 · 2024 · 2025